# Meike Neitsch
Meike Neitsch (geboren am 7. Oktober 1963 in Oberhausen als Meike Bötefür) ist eine deutsche Handballtrainerin und ehemalige Handballspielerin.

## Vereinskarriere
Die auf der Position Linksaußen eingesetzte Spielerin war in Deutschland in der Bundesliga bei Bayer 04 Leverkusen und TV Lützellinden aktiv. Sie war Deutsche Meisterin 1986, 1987 und 1990.

## Nationalmannschaft
Sie bestritt mindestens 128 Länderspiele für die deutsche Nationalmannschaft. Mit dem Team stand sie im Aufgebot bei der Weltmeisterschaft 1986 und der Weltmeisterschaft 1990.

## Trainerin
Meike Neitsch war im Trainerstab von Renate Wolf bei Bayer 04 Leverkusen tätig und trainierte das Team von TV Beyeröhde von 2010 bis Anfang 2017. Sie trainierte die erste Damenmannschaft des HC Gelpe/Strombach bis 2022.

## Privates
Meike Neitsch ist verheiratet (Stand: 2020).